# فتح‌الله جعفری
فتح‌الله جعفری (زاده ۱۳۳۷ یزدآباد، اصفهان) سرتیپ سپاه پاسداران انقلاب اسلامی است، که هم‌اکنون به‌عنوان رئیس مؤسسه حسن باقری و مدرس دانشگاه امام حسین همچنین مشاور رئیس ستاد کل نیروهای مسلح فعالیت می‌کند.
وی در سال ۱۳۵۸ به عضویت سپاه پاسداران درآمد و در خلال جنگ ایران و عراق از اعضای این نهاد بود. او مؤسس و نخستین فرمانده تیپ زرهی سپاه محسوب می‌شود.
جعفری دانش‌آموخته کارشناسی مترجمی زبان انگلیسی از دانشگاه علامه طباطبائی و کارشناسی ارشد مدیریت از دانشگاه عالی دفاع ملی است. وی در فاصله سالهای ۱۳۷۸ تا ۱۳۸۶ ریاست «بنیاد حفظ آثار و نشر ارزش‌های دفاع مقدس سپاه پاسداران انقلاب اسلامی» را برعهده داشت.